# دزدی که برای شام آمد
دزدی که برای شام آمد (به انگلیسی: The Thief Who Came to Dinner) فیلمی محصول سال ۱۹۷۳ و به کارگردانی باد یورکین است. در این فیلم بازیگرانی همچون رایان اونیل، جکلین بیسیت، وارن اوتس، جیل کلایبورگ، چارلز سیوفی، ند بیتی، آستین پندلتن، گرگوری سیرا، مایکل مورفی، جان هیلرمن، آلن اوپنهایمر و جرج مورفوگن ایفای نقش کرده‌اند.